# Frea similis
Frea similis är en skalbaggsart som beskrevs av Stefan von Breuning 1977. Frea similis ingår i släktet Frea och familjen långhorningar.
Artens utbredningsområde är Gabon. Inga underarter finns listade i Catalogue of Life.